# Купчишин Володимир Маркович
Володи́мир Маркович Купчи́шин  (нар. 1 лютого 1941, Теліжинці)  — художник декоративно-прикладного мистецтва. Член Національної спілки художників України з 1995 р.

## Біографія
Народився 1 лютого 1941 р. у с. Теліжинці Старосинявського району Кам'янець-Подільської області.
1971 року закінчив Львівський державний інститут прикладного та декоративного мистецтва, відділення інтр'єру та обладнання. Направлений на роботу у волинські художньо-виробничі майстерні (м. Луцьк). Далі працював на Вінниччині. У вінницькій художньо-виробничій майстерні (зараз — художній комбінат) активно прилучився до мистецької діяльності.
Учасник обласних виставок у м. Луцьку  — з 1971 р., м. Рівному  — з 1973 р., м. Вінниці  — з 1975 р., республіканських виставок декоративно-прикладного мистецтва з 1976 р. Працює у галузі монументально-декоративного мистецтва (графіка, вітраж) та у техніці різьблення по дереву.
Твори — переважно настінні декоративні пласти різних розмірів, виконані технікою контррельєфного виїмкового різьблення: композиції на теми жанрових сценок, орнаментально-рослинні. Найбільш відомі твори: «Дума про хліб» (1976), «Муза» (1977), «Пори року» (1987), «Дударик» (1996), «Ритми» (1998), «Козацька дума». Деякі роботи зберігаються у приватних колекціях в Україні, США та Німеччині. В. М. Купчишин входить до Національної спілки художників України (з 1995 року).
Живе і працює у м. Вінниця.